# Mako Komuro

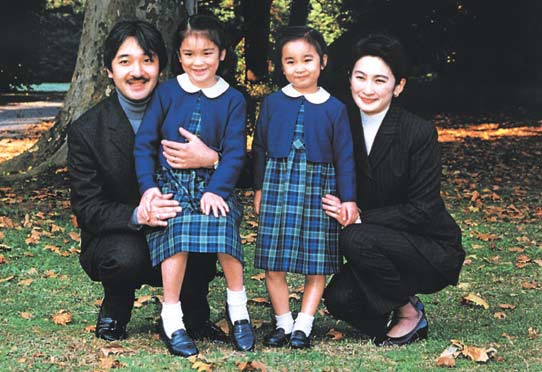
Mako con sus padres y hermana.

Mako Komuro (小室 眞子  Komuro Mako?,  Chiyoda, Tokio; 23 de octubre de 1991), antes princesa Mako de Akishino (眞子内親王 Mako Naishinnō?), es la sobrina mayor del actual emperador de Japón Naruhito y hermana mayor del príncipe Hisahito, segundo en el orden de sucesión. Debido a que contrajo matrimonio en 2021 con un plebeyo, perdió su título y abandonó la familia imperial, en virtud de la ley de la casa imperial japonesa.

## Biografía

### Primeros años y educación
Mako nació el 23 de octubre de 1991 en Chiyoda. Estudió en la Universidad de Gakushuin en Tokio. Es la primera hija del príncipe Fumihito (hermano del actual emperador) y su esposa Kiko, príncipes herederos de Japón. Es hermana mayor de la princesa Kako, y del príncipe Hisahito.
Se graduó en Museología en la Universidad de Leicester, Reino Unido.
Su abuelo renunció al título de emperador el 30 de abril de 2019 y le dejó el cargo a su hijo mayor, su tío Naruhito.

### Historia ancestral

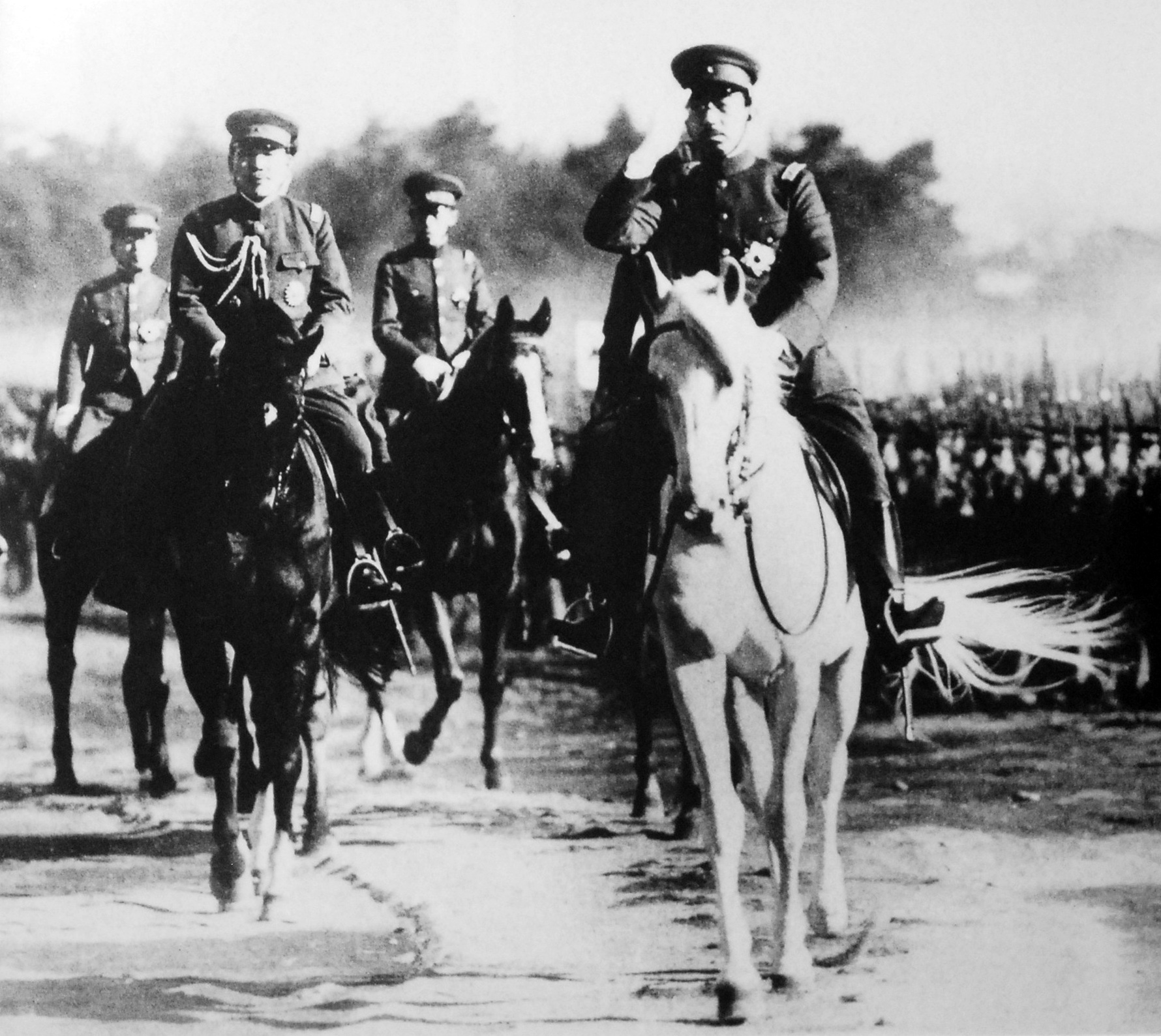
Foto del emperador Hirohito (bisabuelo de la princesa Mako), invadió con el ejército imperial japonés, gran parte del continente asiático, conquistando y ocupando varios países en 1938.

Todos los ancestros de la princesa Mako por línea paterna fueron emperadores. En su historia familiar se encuentran los siguientes:  
- Su tatarabuelo Yoshihito, gobernó Japón por 14 años (1912-1926). Durante su reinado, el Imperio de Japón ingresó a la Primera Guerra Mundial declarando la guerra al Imperio alemán del káiser Guillermo II
- Su bisabuelo Hirohito, gobernó Japón por 63 años (1926-1989). Fue el emperador más radical, pues durante su reinado, el Imperio de Japón invadió gran parte del continente asiático, se alió con la Alemania Nazi de Adolf Hitler y se alió con la Italia Fascista de Benito Mussolini, ingresando de esa manera en la Segunda Guerra Mundial, declarándole la guerra a los Estados Unidos.
- Su abuelo Akihito, gobernó Japón por 30 años (1989-2019). Durante su reinado, viajó por todo el mundo, pidiendo disculpas a todos los países que Japón había invadido en la Segunda Guerra Mundial.
- Su tío Naruhito, es el actual emperador de Japón desde el 1 de mayo de 2019.
- Su padre Fumihito es el príncipe heredero de Japón y hermano menor del actual emperador de Japón, Naruhito.

## Vida pública
La princesa Mako, se ha caracterizado por visitar varios países de América Latina y otros, entre ellos:
- El Salvador: El 2 de diciembre de 2015, la princesa Mako aterrizó en San Salvador, El Salvador. Se reunió con el presidente de El Salvador, Salvador Sánchez Ceren. Estuvo por 4 días en el país, visitando museos y conociendo sobre la cultura maya. Continuó su viaje a Honduras.
- Honduras: El 6 de diciembre de 2015, la princesa Mako aterrizó en Tegucigalpa, Honduras. Se reunió con el presidente de Honduras, Juan Orlando Hernández. Estuvo en el país por 5 días.[3]
- Paraguay. El 7 de septiembre de 2016, la princesa Mako aterrizó en Asunción, Paraguay y se reunió con el presidente de Paraguay, Horacio Cartes.[4][5]
- Butánː el 1 de junio de 2017, la princesa aterrizó en Paro y se reunió con los reyes Jigme Khesar Namgyel Wangchuck y Jetsun Pema, y participó de la inauguración de la Real Exposición Floral.[6][7]
- Brasil: el 19 de julio de 2019, aterrizó en Sao Paulo, Brasil. Visitó también el cristo de Río de Janeiro.
- Perú: el 11 de julio de 2019. Se reunió con el presidente de Perú, Martín Vizcarra Cornejo, en el Palacio de Gobierno. Posteriormente, realizaron un ofrenda floral en el Puente de la Amistad Peruano-Japonesa como parte de la celebraciones por los 120 años de la inmigración japonesa en el Perú.[8][9]
- Bolivia: en 2019.

## Matrimonio y familia
La princesa Mako se casó en Tokio con Kei Komuro, un compañero de la Universidad de Gakushuin. Su relación comenzó en 2012 y la boda iba a celebrarse en noviembre de 2018, sin embargo, el enlace fue pospuesto. La boda civil tuvo finalmente lugar el 26 de octubre de 2021. Al casarse con un plebeyo, perdió su título y privilegios, pasando a llamarse Mako Komuro. La pareja se instaló en Nueva York, donde él se graduó en mayo de 2021 en Derecho por la Universidad de Fordham y además ha conseguido un trabajo en un bufete de abogados, Lowenstein Sandler LLP, aunque antes de esto vivieron brevemente como personas anónimas en un apartamento de Shibuya Ward (Tokio).
El 26 de mayo del 2025, se hizo público la información proveniente de la Agencia de la Casa Imperial de Japón, la cual anunció el nacimiento del primer hijo de Mako y Kei Komuro, el cual nació en Nueva York, no hay identificación si es niño o niña, así como tampoco su fecha de nacimiento. El recién nacido es nieto del príncipe heredero Fumihito de Akishino y la princesa heredera Kiko de Akishino, sobrino nieto del emperador Naruhito y bisnieto del emperador emérito Akihito.

## Títulos y tratamientos
| ● 23 de octubre de 1991-26 de octubre de 2021: | Su alteza imperial la princesa Mako de Akishino |
| ● 26 de octubre de 2021-presente:              | Señora Mako Komuro                              |

## Distinciones honoríficas
Nacionales
- Dama Gran Cordón de la Orden de la Preciosa Corona (23/10/2011).[16]

Extranjeras
- Miembro de la Orden Nacional del Mérito (República del Paraguay, 05/10/2021).[17]
- Dama Gran Cruz de la Orden de Río Branco (República Federativa de Brasil, 12/10/2021).[18]

## Ancestros
|  |                                               |  |  |  |  |  |  |  |  |  |  |  |  |  |  |  |
|  | 16. Emperador Taishō                          |  |  |  |  |  |  |  |  |  |  |  |  |  |  |  |
|  |                                               |  |  |  |  |  |  |  |  |  |  |  |  |  |  |  |
|  |                                               |  |  |  |  |  |  |  |  |  |  |  |  |  |  |  |
|  | 8. Emperador Shōwa                            |  |  |  |  |  |  |  |  |  |  |  |  |  |  |  |
|  |                                               |  |  |  |  |  |  |  |  |  |  |  |  |  |  |  |
|  |                                               |  |  |  |  |  |  |  |  |  |  |  |  |  |  |  |
|  | 17. Princesa Sadako Kujō del Clan Fujiwara    |  |  |  |  |  |  |  |  |  |  |  |  |  |  |  |
|  |                                               |  |  |  |  |  |  |  |  |  |  |  |  |  |  |  |
|  |                                               |  |  |  |  |  |  |  |  |  |  |  |  |  |  |  |
|  | 4. Akihito, emperador de Japón                |  |  |  |  |  |  |  |  |  |  |  |  |  |  |  |
|  |                                               |  |  |  |  |  |  |  |  |  |  |  |  |  |  |  |
|  |                                               |  |  |  |  |  |  |  |  |  |  |  |  |  |  |  |
|  | 18. Kuniyoshi, II príncipe imperial Kuni      |  |  |  |  |  |  |  |  |  |  |  |  |  |  |  |
|  |                                               |  |  |  |  |  |  |  |  |  |  |  |  |  |  |  |
|  |                                               |  |  |  |  |  |  |  |  |  |  |  |  |  |  |  |
|  | 9. Princesa Nagako Kuni                       |  |  |  |  |  |  |  |  |  |  |  |  |  |  |  |
|  |                                               |  |  |  |  |  |  |  |  |  |  |  |  |  |  |  |
|  |                                               |  |  |  |  |  |  |  |  |  |  |  |  |  |  |  |
|  | 19. Princesa Shimazu Chikako del Clan Satsuma |  |  |  |  |  |  |  |  |  |  |  |  |  |  |  |
|  |                                               |  |  |  |  |  |  |  |  |  |  |  |  |  |  |  |
|  |                                               |  |  |  |  |  |  |  |  |  |  |  |  |  |  |  |
|  | 2. Fumihito, príncipe Akishino                |  |  |  |  |  |  |  |  |  |  |  |  |  |  |  |
|  |                                               |  |  |  |  |  |  |  |  |  |  |  |  |  |  |  |
|  |                                               |  |  |  |  |  |  |  |  |  |  |  |  |  |  |  |
|  | 20. Teiichirō Shōda                           |  |  |  |  |  |  |  |  |  |  |  |  |  |  |  |
|  |                                               |  |  |  |  |  |  |  |  |  |  |  |  |  |  |  |
|  |                                               |  |  |  |  |  |  |  |  |  |  |  |  |  |  |  |
|  | 10. Hidesaburō Shōda                          |  |  |  |  |  |  |  |  |  |  |  |  |  |  |  |
|  |                                               |  |  |  |  |  |  |  |  |  |  |  |  |  |  |  |
|  |                                               |  |  |  |  |  |  |  |  |  |  |  |  |  |  |  |
|  | 21. Kinu Shōda                                |  |  |  |  |  |  |  |  |  |  |  |  |  |  |  |
|  |                                               |  |  |  |  |  |  |  |  |  |  |  |  |  |  |  |
|  |                                               |  |  |  |  |  |  |  |  |  |  |  |  |  |  |  |
|  | 5. Michiko Shōda                              |  |  |  |  |  |  |  |  |  |  |  |  |  |  |  |
|  |                                               |  |  |  |  |  |  |  |  |  |  |  |  |  |  |  |
|  |                                               |  |  |  |  |  |  |  |  |  |  |  |  |  |  |  |
|  | 22. Tsunatake Soejima                         |  |  |  |  |  |  |  |  |  |  |  |  |  |  |  |
|  |                                               |  |  |  |  |  |  |  |  |  |  |  |  |  |  |  |
|  |                                               |  |  |  |  |  |  |  |  |  |  |  |  |  |  |  |
|  | 11. Fumiko Soejima                            |  |  |  |  |  |  |  |  |  |  |  |  |  |  |  |
|  |                                               |  |  |  |  |  |  |  |  |  |  |  |  |  |  |  |
|  |                                               |  |  |  |  |  |  |  |  |  |  |  |  |  |  |  |
|  | 23. Aya                                       |  |  |  |  |  |  |  |  |  |  |  |  |  |  |  |
|  |                                               |  |  |  |  |  |  |  |  |  |  |  |  |  |  |  |
|  |                                               |  |  |  |  |  |  |  |  |  |  |  |  |  |  |  |
|  | 1. Mako Komuro                                |  |  |  |  |  |  |  |  |  |  |  |  |  |  |  |
|  |                                               |  |  |  |  |  |  |  |  |  |  |  |  |  |  |  |
|  |                                               |  |  |  |  |  |  |  |  |  |  |  |  |  |  |  |
|  | 24. Shoichiro Kawashima                       |  |  |  |  |  |  |  |  |  |  |  |  |  |  |  |
|  |                                               |  |  |  |  |  |  |  |  |  |  |  |  |  |  |  |
|  |                                               |  |  |  |  |  |  |  |  |  |  |  |  |  |  |  |
|  | 12. Takahiko Kawashima                        |  |  |  |  |  |  |  |  |  |  |  |  |  |  |  |
|  |                                               |  |  |  |  |  |  |  |  |  |  |  |  |  |  |  |
|  |                                               |  |  |  |  |  |  |  |  |  |  |  |  |  |  |  |
|  | 25. Shima Kawashima                           |  |  |  |  |  |  |  |  |  |  |  |  |  |  |  |
|  |                                               |  |  |  |  |  |  |  |  |  |  |  |  |  |  |  |
|  |                                               |  |  |  |  |  |  |  |  |  |  |  |  |  |  |  |
|  | 6. Tatsuhiko Kawashima                        |  |  |  |  |  |  |  |  |  |  |  |  |  |  |  |
|  |                                               |  |  |  |  |  |  |  |  |  |  |  |  |  |  |  |
|  |                                               |  |  |  |  |  |  |  |  |  |  |  |  |  |  |  |
|  | 26. Shiro Ikegami                             |  |  |  |  |  |  |  |  |  |  |  |  |  |  |  |
|  |                                               |  |  |  |  |  |  |  |  |  |  |  |  |  |  |  |
|  |                                               |  |  |  |  |  |  |  |  |  |  |  |  |  |  |  |
|  | 13. Itoko Ikegami                             |  |  |  |  |  |  |  |  |  |  |  |  |  |  |  |
|  |                                               |  |  |  |  |  |  |  |  |  |  |  |  |  |  |  |
|  |                                               |  |  |  |  |  |  |  |  |  |  |  |  |  |  |  |
|  | 27. Hama Kosuge                               |  |  |  |  |  |  |  |  |  |  |  |  |  |  |  |
|  |                                               |  |  |  |  |  |  |  |  |  |  |  |  |  |  |  |
|  |                                               |  |  |  |  |  |  |  |  |  |  |  |  |  |  |  |
|  | 3. Kiko Kawashima                             |  |  |  |  |  |  |  |  |  |  |  |  |  |  |  |
|  |                                               |  |  |  |  |  |  |  |  |  |  |  |  |  |  |  |
|  |                                               |  |  |  |  |  |  |  |  |  |  |  |  |  |  |  |
|  | 28. Yoshitaro Sugimoto                        |  |  |  |  |  |  |  |  |  |  |  |  |  |  |  |
|  |                                               |  |  |  |  |  |  |  |  |  |  |  |  |  |  |  |
|  |                                               |  |  |  |  |  |  |  |  |  |  |  |  |  |  |  |
|  | 14. Yoshisuke Sugimoto                        |  |  |  |  |  |  |  |  |  |  |  |  |  |  |  |
|  |                                               |  |  |  |  |  |  |  |  |  |  |  |  |  |  |  |
|  |                                               |  |  |  |  |  |  |  |  |  |  |  |  |  |  |  |
|  | 7. Kazuyo Sugimoto                            |  |  |  |  |  |  |  |  |  |  |  |  |  |  |  |
|  |                                               |  |  |  |  |  |  |  |  |  |  |  |  |  |  |  |
|  |                                               |  |  |  |  |  |  |  |  |  |  |  |  |  |  |  |
|  | 30. Shuntaro Hattori                          |  |  |  |  |  |  |  |  |  |  |  |  |  |  |  |
|  |                                               |  |  |  |  |  |  |  |  |  |  |  |  |  |  |  |
|  |                                               |  |  |  |  |  |  |  |  |  |  |  |  |  |  |  |
|  | 15. Eiko Hattori                              |  |  |  |  |  |  |  |  |  |  |  |  |  |  |  |
|  |                                               |  |  |  |  |  |  |  |  |  |  |  |  |  |  |  |
|  |                                               |  |  |  |  |  |  |  |  |  |  |  |  |  |  |  |